# Larino
Larino (łac. Larinum) – miejscowość i gmina we Włoszech, w regionie Molise, w prowincji Campobasso.
Według danych na rok 2004 gminę zamieszkiwało 7080 osób, 80,5 os./km².